# Jean Marczewski
Jean Marczewski, né Jan Witold Marczewski le 27 mai 1908 à Varsovie dans une famille de la noblesse polonaise (blason Prawdzic) et mort le 8 juin 1990 , est un universitaire polonais et français agrégé d'économie politique. Il a fortement contribué, à la suite de François Perroux, à la création et au développement du système de comptabilité nationale français et du Système de comptabilité nationale des Nations unies (SCN).

## Biographie
Après ses études à Nancy puis à Strasbourg, il est nommé vice-consul de Pologne en Belgique. À la déclaration de guerre, il s’engage dans l’Armée polonaise en France. Après l’armistice, il regagne Paris et présente une thèse de doctorat sur « La politique monétaire et financière du Troisième Reich ». Membre d’un groupe de résistance polonaise, il passe en zone sud. Arrêté par la Gestapo, il est déporté au camp de Mauthausen où il sera grièvement blessé.
Libéré en 1945, il retourne à Paris où il est nommé directeur de recherche à l’Institut de science économique appliquée et passe son agrégation en droit et sciences économiques. Il participe à la commission de normalisation des comptabilités et contribue avec François Perroux, Francis-Louis Closon, Gabriel Marc et d’autres à l’élaboration du plan comptable général des entreprises et du système français de comptabilité nationale. Il participe également à l’équipe internationale de l’OECE chargée de l’étude des statistiques européennes présidée par Richard Stone à l’université de Cambridge, puis à la commission des comptes économiques de la nation. Il participe avec François Perroux et Pierre Uri à la rédaction de « Le Revenu national ».
Il enseigne à l'Institut d'études politiques de Paris de 1952 à 1958.
En 1965, il est nommé professeur à la faculté de droit et de sciences économiques de Paris. Jean Marczewski est l’auteur de trois ouvrages et d’un grand nombre d’articles, concernant surtout la comptabilité nationale, la macro-économie, les politiques économiques, la planification et l'aménagement du territoire.
Il a été président de la Société d'économie politique et président de l'Association française de science économique (AFSE).

## Ouvrages principaux
Il a fait paraitre notamment :
- en 1955 et 1956 : Planification et croissance économique des démocraties populaires. Tome I, Analyse historique. Tome II, Analyse économique (Presses universitaires de France)
- en 1965 : Introduction à l'histoire quantitative (Droz, Genève)
- en 1977 : Inflation et chômage, explication quantitative (Economica)
- en 1978 : Comptabilité nationale (Dalloz, avec Roland Granier)
- en 1978 : Vaincre l'inflation et le chômage (Economica)
- en 1982 : L'Effondrement polonais : la solution possible (CNRS)